# Ocyptamus cybele
Ocyptamus cybele är en tvåvingeart som först beskrevs av Hull 1947.  Ocyptamus cybele ingår i släktet Ocyptamus och familjen blomflugor.
Artens utbredningsområde är Paraguay. Inga underarter finns listade i Catalogue of Life.